# Philipp Schöpke
Philipp Schöpke (* 8. Dezember 1921 in Bad Erlach, Österreich; † 10. April 1998 in Klosterneuburg, Österreich) war ein österreichischer Künstler.
Er lebte ab 1981 im heutigen Haus der Künstler in Gugging, gegenwärtig Teilinstitution des Art/Brut Center Gugging. Schöpke war, neben Johann Hauser, Oswald Tschirtner, August Walla und anderen, Mitglied der Gruppe der Künstler aus Gugging.
Schöpkes Œuvre wird vor allem unter der Kategorisierung Art Brut rezipiert, die im kunstwissenschaftlichen Diskurs laufend kritisch erörtert wird.

## Künstlerisches Schaffen
Im Zentrum von Philipp Schöpkes zeichnerischem Gesamtwerk steht die Auseinandersetzung mit der menschlichen Figur. Über Jahrzehnte hinweg widmete sich der Künstler diesem Thema. Charakteristisch für Schöpkes Menschendarstellungen ist dabei die Transparenz der Körper. Der Künstler steigert die Nacktheit seiner Figuren durch Offenlegung, er macht innere Organe und Gebein sichtbar. Schöpke räumt außerdem Haupthaar und Zähnen besondere Bedeutung ein. Üppig und überbordend geben sie seinen Figuren eine wilde und widerständige Ausstrahlung.
Auf manchen Blättern verleiht Schöpke seinen Figuren Identitäten durch Namensgebungen oder er setzt sie auf Ebene der Schrift in definierte Beziehung zueinander. Wenn der Künstler die gezeichneten Körper mit Zeichensystemen wie Lettern und Ziffern ergänzt, erscheinen diese wie ins Bild gebrachte Chiffren rationaler Systeme. Sie bilden Anknüpfungspunkte für die Betrachtenden. Schöpke widmete sich in seinen Zeichnungen auch der Tier- und Pflanzenwelt. Bei den Tieren gibt er ebenso den Blick auf das Körperinnere frei und spezifiziert diese auf Schriftebene.
Ab den späten Achtziger- und in den Neunzigerjahren kommt der Farbigkeit im künstlerischen Schaffen Schöpkes eine immer wichtiger werdende Rolle zu. Verwendete der Künstler diese anfänglich mehr, um einzelne Bildelemente seiner monochromen Bleistiftzeichnungen zu färben oder hervorzuheben, entwickelte er sie später zum autonomen und schließlich bildbestimmenden Element weiter. Schöpke behielt seine ursprünglichen Bildthemen bei und überzeichnete diese dann flächig mit Farbstiften, Wachskreiden oder Kohle. Durch die flächige Überarbeitung abstrahiert der Künstler den ursprünglichen Bildgegenstand oder löscht ihn gänzlich aus. Das so entstandene Spätwerk offenbart malerische Qualitäten.

## Biografie und künstlerischer Werdegang
Philipp Schöpke wurde 1921 im niederösterreichischen Erlach geboren. Er verbrachte dort im Kreis seiner Familie Jugend und Schulzeit, wonach er eine Lehre begann, bis er im Jahr 1941 zur „Infanterie Großdeutschland“ eingezogen wurde. Nach mehreren krankheitsbedingten Abbrüchen seines Wehrdienstes war Schöpke 1943 erstmals zu einem Aufenthalt in der damaligen „Heil- und Pflegeanstalt Gugging“ gezwungen. In den Jahren darauf kam es zu einer wechselnden Reihe von Kurzaufenthalten in psychiatrischen Kliniken und Rückkehrversuchen in vorherige Familien- und Arbeitsstrukturen. Ab dem Jahr 1956 verbrachte Schöpke sein Leben in der Klinik in Gugging bis zu seinem Tod im Jahr 1998.
Zu Beginn der sechziger Jahre wurde der Psychiater Leo Navratil der betreuende Arzt von Schöpke. In dieser Zeit entstanden Schöpkes erste Zeichnungen.
Im Jahr 1970 kam es zur ersten Präsentation von Werken von Schöpke im Rahmen der Ausstellung „Pareidolien. Druckgraphik aus dem Niederösterreichischen Landeskrankenhaus für Psychiatrie und Neurologie Klosterneuburg“. Schauplatz war die Galerie nächst St. Stephan in Wien.
Erste Anerkennung auf internationaler Ebene fand Schöpkes Werk in der Ausstellung „Outsiders“, die 1979 in der Hayward Gallery, London veranstaltet wurde. Ebenso wurden Arbeiten von ihm in der begleitenden Publikation „Outsiders. An art without precedent or tradition“ veröffentlicht, neben bereits bekannten Positionen aus Gugging wie Johann Hauser, Oswald Tschirtner und August Walla sowie Werken von internationalen Kunstschaffenden wie Heinrich Anton Müller, Martin Ramirez und Adolf Wölfli.
1981 hatte Navratil die Chance, aufgrund von grundlegenden Umstrukturierungen des Krankenhauses in Gugging, das ehemals sogenannte „Zentrum für Kunst – Psychoptherapie“ zu gründen, das gegenwärtig als „Haus der Künstler“ fortbesteht und das Kernstück des heutigen Kunstzentrums Gugging darstellt. Schöpke gehörte im Jahr 1981 zu der Gruppe von damaligen Patienten, die in das neu eröffnete „Zentrum für Kunst- und Psychotherapie“ einzogen und damit später zu den Bewohnern des Hauses der Künstler wurden.
Im Jahr 1983 fand die erste Einzelausstellung des Künstlers in der Galerie Heike Curtze in Wien statt.
Das Jahr 1983 markiert außerdem eine konkrete Veränderung für die Strukturen hinter dem Kunstschaffen in Gugging: Johann Feilacher, gegenwärtig künstlerischer Direktor des museum gugging und Leiter des Hauses der Künstler, wurde Assistent und 1986 Nachfolger Navratils.
Feilacher widmete dem Zeichner Schöpke 2018 eine Einzelausstellung im museum gugging sowie eine seinem Schaffen gewidmete Monographie.

## Einzelausstellungen
- 1983: Philipp Schöpke, Galerie Heike Curtze, Wien.
- 2018: philipp schöpke.!, museum gugging, Maria Gugging.[4]

## Ausstellungsbeteiligungen (Auswahl)
- 1970: Pareidolien. Druckgraphik aus dem Niederösterreichischen Landeskrankenhaus für Psychiatrie und Neurologie Klosterneuburg, Galerie nächst St. Stephan, Wien.
- 1972: Pareidolien II, Galerie nächst St. Stephan, Wien.
- 1975: Der Himmel Elleno – Zustandsgebundene Kunst, Kulturhaus der Stadt Graz, Graz.
- 1983: Die Künstler aus Gugging, Salzburger Landessammlungen Rupertinum, Salzburg.
- 1984: Gugging, Collection de l’Art Brut, Lausanne.
- 1985: Philipp Schöpke, August Walla, Oswald Tschirtner, Galerie Messine, Paris.
- 1988: Outsider Art from Europe, Massachusetts College of Art, Boston, USA.
- 1991: Phyllis Kind Gallery, New York, USA.
- 1993: Amos Anderson Museum, Helsinki.
- 1998: Art unsolved, Irish Museum of Modern Art, Dublin.
- 1999: CAROM.! Die Künstler aus Gugging in der Sammlung Essl, Essl Museum, Klosterneuburg.
- 2004: Slowakische Nationalgalerie, Bratislava.
- 2009: gugging classics 2.!, museum gugging, Maria Gugging; gugging.! in Wien, Bank Austria Kunstforum, Wien.
- 2011: gugging classics 4.!, museum gugging, Maria Gugging.
- 2013: small formats.!, museum gugging, Maria Gugging; weltallende – august walla und die künstler aus gugging, Werner Berg Museum, Bleiburg.
- 2014: gugging meisterwerke.!, museum gugging, Maria Gugging.
- 2018 – 2021: gehirngefühl.! kunst aus gugging von 1970 bis zur gegenwart, museum gugging, Maria Gugging.[5]

## Auszeichnungen
- 1990: Oskar-Kokoschka-Preis, gemeinsam mit der Gruppe der Künstler aus Gugging.